# Seydou Diarra (football)
Seydou Diarra (né le 16 avril 1968 à Adjamé en Côte d'Ivoire) est un joueur de football international ivoirien, qui évoluait au poste de gardien de but.

## Biographie

### Carrière en sélection
Avec l'équipe de Côte d'Ivoire, il joue 11 matchs (pour aucun but inscrit) entre 1996 et 2000. 
Il figure notamment dans le groupe des sélectionnés lors des coupe d'Afrique des nations de 1996, de 1998 et de 2000.